# Migue García
Miguel Ángel García, más conocido como Migue García (Buenos Aires, 4 de marzo de 1977),es un músico, artista, profesor y cantautor argentino. Es hijo de Charly García y María Rosa Yorio. Comenzó teniendo una banda de heavy metal a muy corta edad, hasta formar parte de Samalea Kabusacki García y A–Tirador Láser, antes de lanzarse como solista.

## Biografía
Migue García es el único hijo de Charly García y María Rosa Yorio. De chico Migue García estudió música clásica. Comenzó su carrera musical como participante inconsciente en el año 1989 en estudios profesionales de familiares. Cuando tenía 12 años formó la banda "Trash Metal Garage" con una simple canción "Fiss Raro" junto "Al Raro", "Dealer" y "Polacra". Estudió música clásica con Pichona Sujatovich.
Fundó el trío "Samalea Kabusaki García" realizando varios shows de alto perfil por todo el país durante un par de años. Produjo, compuso, grabó y fue ingeniero de algunas canciones "Living Wreck", "Mini-Ran", "Plaza De Mayo" y "Padre Ritual". Su padre Charly García lo ayudó a grabar la mayoría de sus álbumes, como "Padre Ritual", "Otra Rosa", "El Título Es Secreto" y "Quieto O Disparo".
Formó parte de la banda argentina A-tirador Láser como tecladista, cantante y compositor.
Su primer álbum, "Quieto o disparo" fue editado a fines de 2005. El primer corte de difusión del disco fue "Historias De Terror" y logró ser difundido por las radios de Argentina.
En octubre de 2008 salió a la venta su segundo álbum "Ciencia Ficción", lo cual fue un completo éxito para él y debido a eso salió en programas de TV como "Crónica TV".
Otra fuente personal de orgullo, aceptación y un gran llamado a la acción profesional nace al ser miembro fundador de Black and White junto a Javier Mattano.
Actualmente Migue García se encuentra trabajando en su tercer disco solista en un estudio creado en su casa, el cual llevará el nombre de Espía, cerrando así el concepto del disco y su trilogía "Blanco y Negro".

## Premios
Con el disco "Quieto o disparo", Migue ganó el premio al "Mejor Artista Rock Revelación".

## Discografía
- Quieto o disparo (2005)
- Ciencia Ficción (2008)